# Adolfo Uriona
Adolfo Armando Uriona FDP (ur. 27 maja 1955 w Mar del Plata) – argentyński duchowny katolicki, biskup Río Cuarto od 2014.

## Życiorys

### Prezbiterat
Święcenia kapłańskie otrzymał 28 czerwca 1980 w zgromadzeniu orionistów. Pracował m.in. jako wykładowca w zakonnych instytutach, zaś w latach 1997-2003 był przełożonym argentyńskiej prowincji orionistów.

### Episkopat
4 marca 2004 papież Jan Paweł II mianował go biskupem diecezji Añatuya. Sakry biskupiej udzielił mu 8 maja 2004 ówczesny arcybiskup Buenos Aires - Jorge Bergoglio.
4 listopada 2014 papież Franciszek mianował go biskupem ordynariuszem diecezji Villa de la Concepción del Río Cuarto. Ingres odbył się 19 grudnia 2014.